# Conspiração do Curvelo
Conspiração do Curvelo é como pode ser chamado o episódio ocorrido na então Capitania das Minas do Ouro (atual estado de Minas Gerais), numa série de eventos revoltosos ocorridos no Brasil Colônia que tiveram início com a Guerra dos Emboabas, passando pela Revolta de Felipe dos Santos e que culminaram na Inconfidência Mineira.

## Contexto histórico
Desde a década de 1740 vivia a Capitania das Minas um clima de iminente sedição. Por conta disto foi dado, em 1775, ao Governador-Geral poderes de sentenciar eventuais revoltosos.
Portugal, a metrópole, vivera já o terremoto que destruíra Lisboa em 1755, e alçara ao poder a figura do Marquês de Pombal que, entre outras medidas, expulsara os jesuítas e implantara nas colônias o ônus de custear a reconstrução da capital do Reino.
A só expulsão da Companhia de Jesus - com a apropriação de seus tesouros - não bastou e nas Minas vicejavam manifestações de descontentamento contra a Corte, que se espalhavam da capital Vila Rica, Sabará e no então arraial de Santo Antônio do Curvelo (atual cidade de Curvelo) situava-se na Comarca do Rio das Velhas, então no centro da capitania das Minas.
O rei era chamado de pateta ou demente e comparado aos perseguidores dos cristãos na Roma Antiga, Nero e Diocleciano, ao passo em que a Coroa imputava aos jesuítas tal estado de coisas agindo por meio de padres disfarçados (que tenham escapado à expulsão de 1758, e que na década de 1760 eram encontrados vagando pelos sertões), seus ex-alunos e simpatizantes.

## As inconfidências de 1760-1763
Foram nos anos 1760 que em Curvelo se espalharam cópias dum papel que diziam ser reprodução de um breve papal no qual o Sumo Pontífice recriminava de modo ofensivo ao rei português, e que seria uma resposta às perseguições aos nobres acusados de tentativa de regicídio e pela expulsão dos jesuítas.
Entre os anos 1760 a 1763 ocorrem ali três devassas, promovidas pelo rico padre Carlos José de Lima as duas primeiras, e a terceira pelo representante do Arcebispo de Salvador, que resultaram na incriminação de dois inimigos do padre: Antão de Jesus Maria, franciscano, e Lourenço Feliz de Jesus Cristo - que revelava a disputa pelo poder local.

## A inconfidência de 1776
Em Curvelo, homens letrados debatiam a situação, criticando a monarquia e a perseguição religiosa aos Jesuítas, ganhando corpo o clima de revolta. As críticas ao rei, desta feita, partiram do mesmo padre Lima - que nos episódios anteriores atuara como juiz.
Suas críticas ao monarca acabaram denunciadas por seus inimigos. Era governador Antônio de Noronha, e este procurou agir com rigor na forma dos poderes que lhe tinham sido conferidos em 1775 - mas sua reação não atingiu somente ao padre Lima: prendeu também aqueles que, havendo dele escutado as injúrias régias, não as delataram e, também, aos próprios denunciantes.
Pronunciados por inconfidência, foram os réus enviados para Lisboa. O episódio demonstra o clima de sedição que palpitava nas Minas Gerais, antes do episódio que veio a culminar na Inconfidência.
Em 1776 o governador Noronha escreveu a Pombal: